# Batezki
Batezki (russisch Бате́цкий) ist eine Siedlung (possjolok) in der Oblast Nowgorod in Russland mit 2258 Einwohnern (Stand 14. Oktober 2010).

## Geographie
Der Ort liegt knapp 60 km Luftlinie westnordwestlich des Oblastverwaltungszentrums Weliki Nowgorod und etwa 10 km von der Grenze zur Oblast Leningrad entfernt am rechten Ufer der Udraika, die etwa 15 km westlich von rechts in die Luga mündet.
Batezki ist Verwaltungszentrum des Rajons Batezki sowie Sitz der Landgemeinde Batezkioje selskoje posselenije, zu der 52 weitere Dörfer gehören. Von diesen hat nur eines mehr als 100 Einwohner (Gorodnja 6 km nordwestlich, 273 Einwohner), 21 haben über 10 Einwohner, 23 unter 10 und sieben keine ständigen Einwohner (Stand 2010).

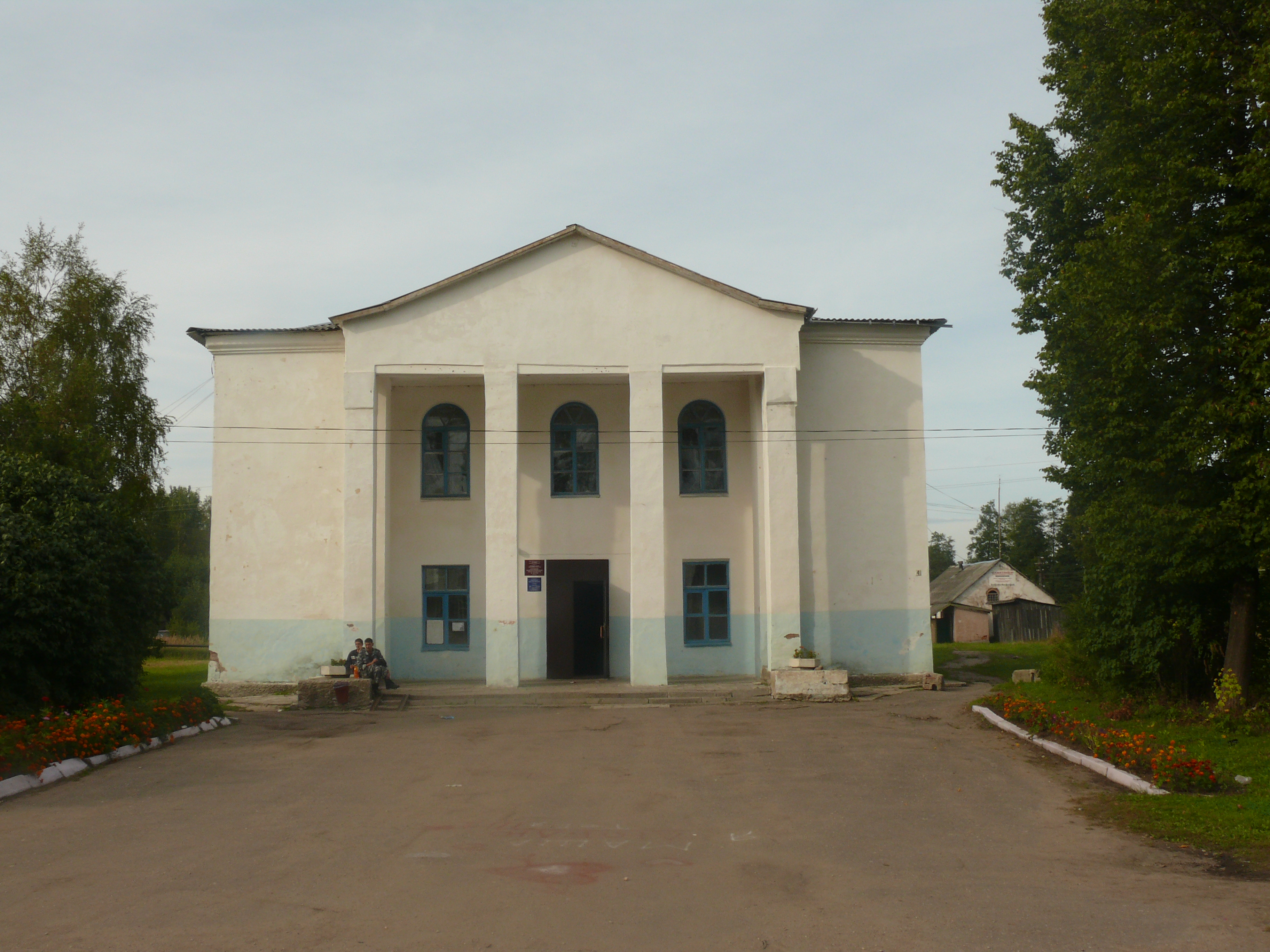
Kulturhaus
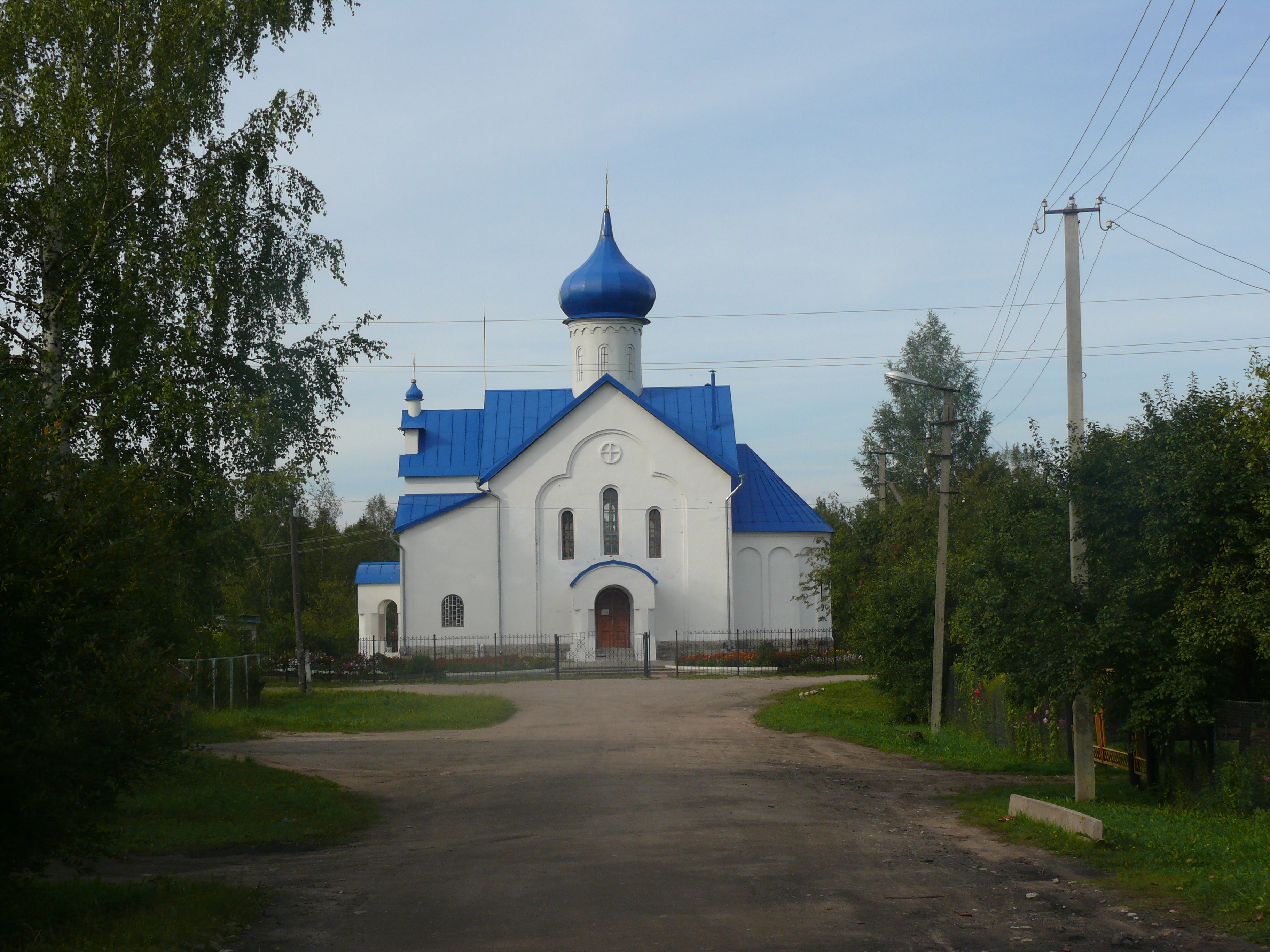
Kirche
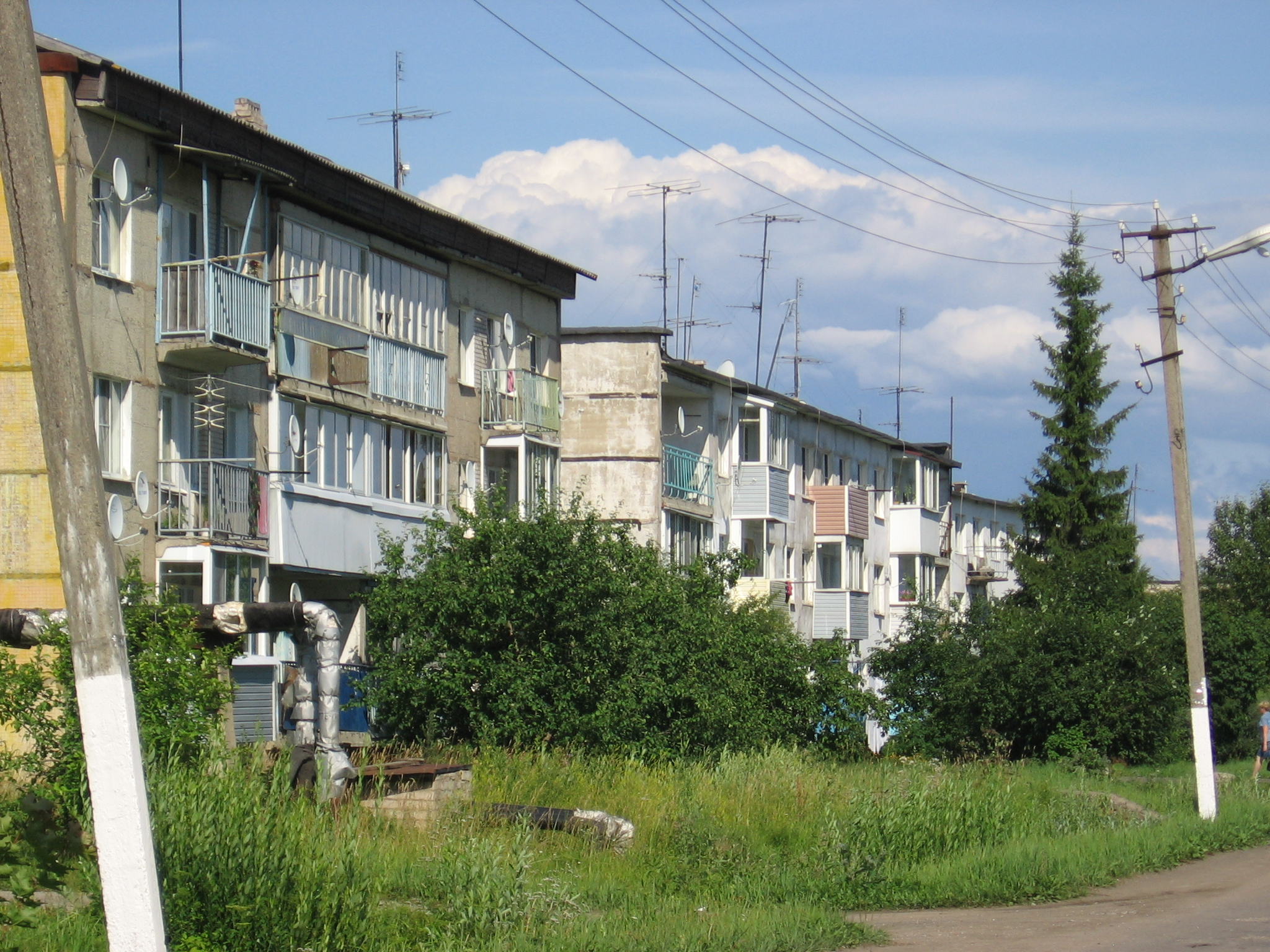
Wohnhäuser
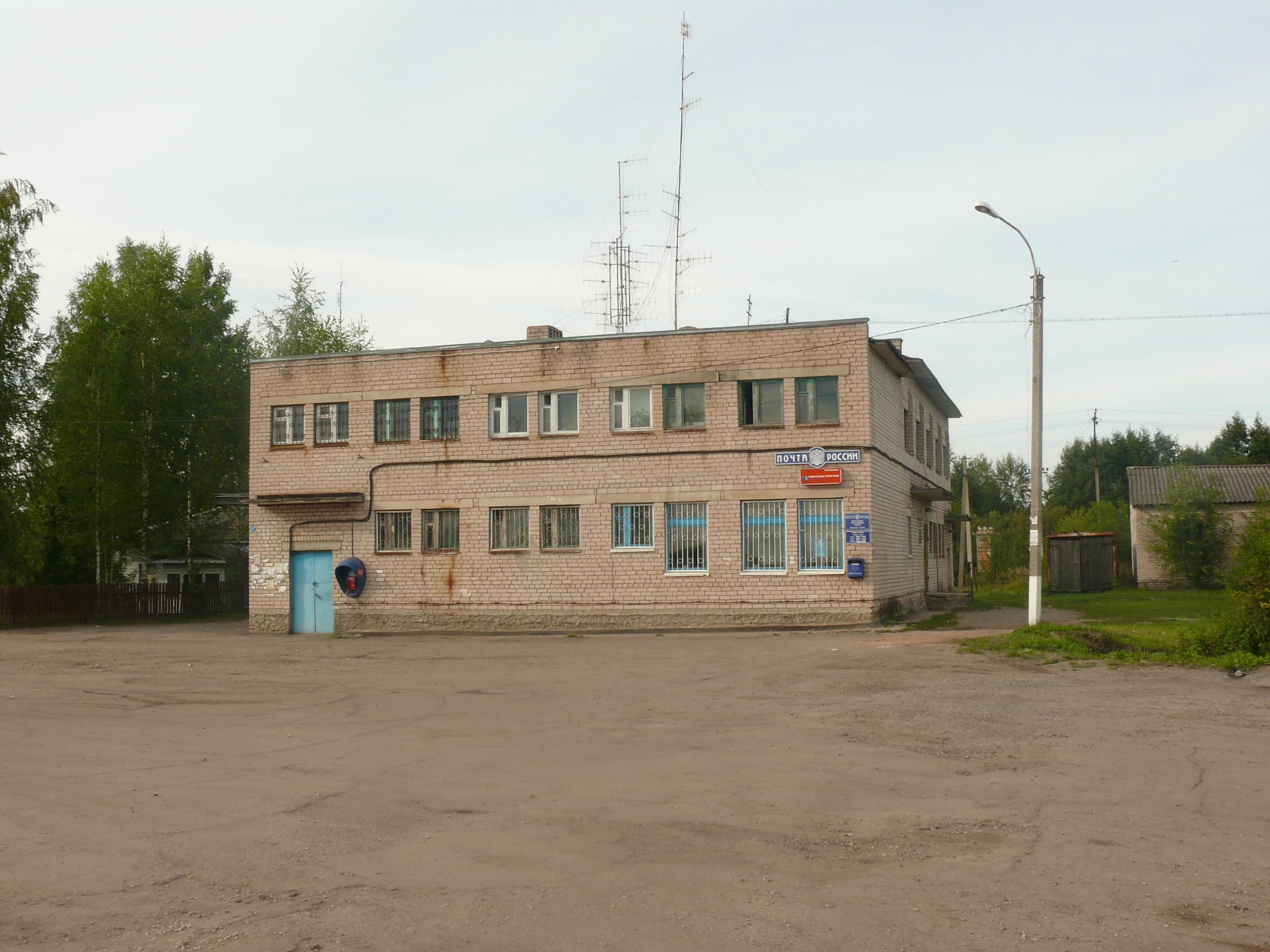
Post
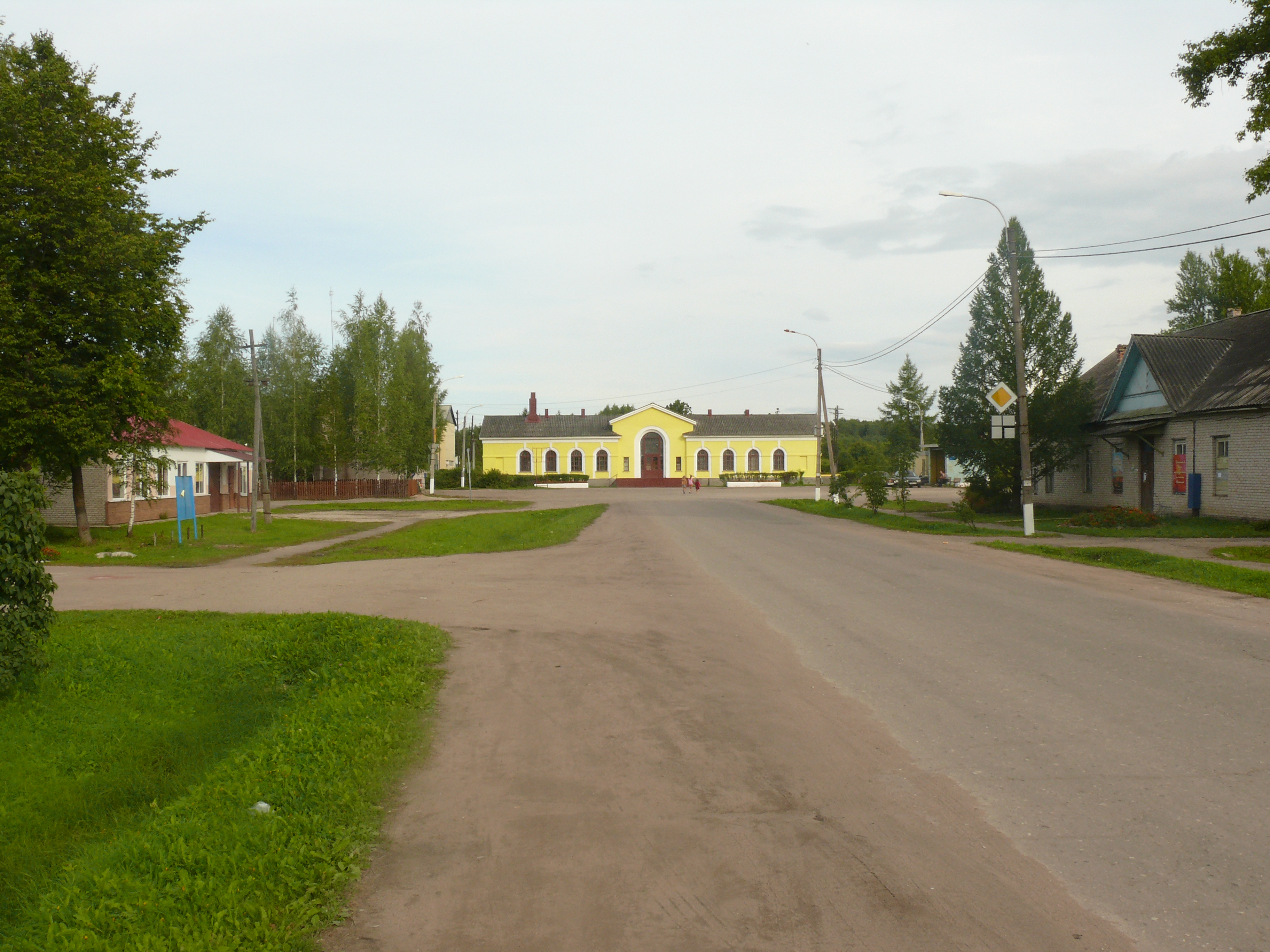
Bahnhof

## Geschichte
Die Siedlung geht auf das erstmals im 16. Jahrhundert urkundlich erwähnte, gut vier Kilometer östlich gelegene Dorf Batezko zurück (heute Teil der Gemeinde, 25 Einwohner 2010). Ab Anfang der 1890er-Jahre wurde dort eine Eisenbahnstrecke von Sankt Petersburg über Dno und Nowosokolniki nach Witebsk (heute in Belarus) vorbeigeführt, und bei der zukünftigen nach dem Dorf benannten Bahnstation entstand ab 1892 eine Siedlung. Der Bahnhof Batezkaja nahm mit der gesamten Strecke 1903 den regulären Betrieb auf. Station und Siedlung lagen auf dem Territorium der Wolost Gorodnja im Ujesd Luga des Gouvernements Sankt Petersburg (ab 1914 Gouvernement Petrograd, ab 1924 Gouvernement Leningrad), unweit der Grenze zum Ujesd Nowgorod des Gouvernements Nowgorod.
1916/1917 wurde eine weitere Bahnstrecke von Nowgorod nach Batezkaja errichtet und mit dem Bau der Weiterführung in westlicher Richtung nach Luga begonnen; dieser Teil ging erst 1922/1923 nach Beendigung des Russischen Bürgerkriegs in Betrieb. Die Siedlung beim somit entstandenen Eisenbahnknoten wurde in den 1920er-Jahren zur bedeutendsten Ortschaft des Gebietes und somit am 1. August 1927 Sitz eines nach ihr benannten Rajons der neugebildeten Oblast Leningrad (bis 1930 im Bestand des Okrugs Luga).
Im Zweiten Weltkrieg wurde Batezki in Kämpfen vom 16. bis 18. August 1941 von der deutschen Wehrmacht eingenommen und am 11. Februar 1944 nach fünftägigen Kämpfen um die Bahnstation von der Roten Armee zurückerobert. Am 5. Juli 1944 wurde der Rajon Teil der neugegründeten Oblast Nowgorod.
Vom 1. Februar 1963 bis 31. Dezember 1965 war der Rajon vorübergehend aufgelöst und sein Territorium dem Nowgorodski rajon angeschlossen.

### Bevölkerungsentwicklung
| Jahr | Einwohner |
| ---- | --------- |
| 1939 | 569       |
| 1959 | 1347      |
| 1970 | 1976      |
| 1979 | 2239      |
| 1989 | 2473      |
| 2002 | 2275      |
| 2010 | 2258      |

Anmerkung: Volkszählungsdaten

## Verkehr
In der Bahnstation Batezkaja kreuzen sich die Strecken von Sankt Petersburg (Witebsker Bahnhof) nach Wizebsk in Belarus (Streckenkilometer 147) und von Luga nach Weliki Nowgorod
(Streckenkilometer 35).
Knapp drei Kilometer nördlich von Batezki verläuft die Regionalstraße 49A-04 von Weliki Nowgorod an der föderalen Fernstraße M10 Rossija zur Grenze der Oblast Leningrad, dort weiter als 41K-141 nach Luga an der föderalen Fernstraße R23. Durch die Siedlung und zunächst entlang der Bahnstrecke nach Süden führt die 41K-2122 zur 49K-03 bei Schimsk.